# ハッカクキリン
Euphorbia resinifera（エウフォルビア・レシニフェラ）は、モロッコ原産のトウダイグサ属植物の一種。アトラス山脈の丘に分布している。園芸名はハッカクキリン（白角麒麟）; オイキリン（老麒麟）; タカクキリン（多角麒麟）; アブラキリン（脂麒麟）など。
種小名のresiniferaはラテン語で「樹脂を持っている」を意味する。

## 生育

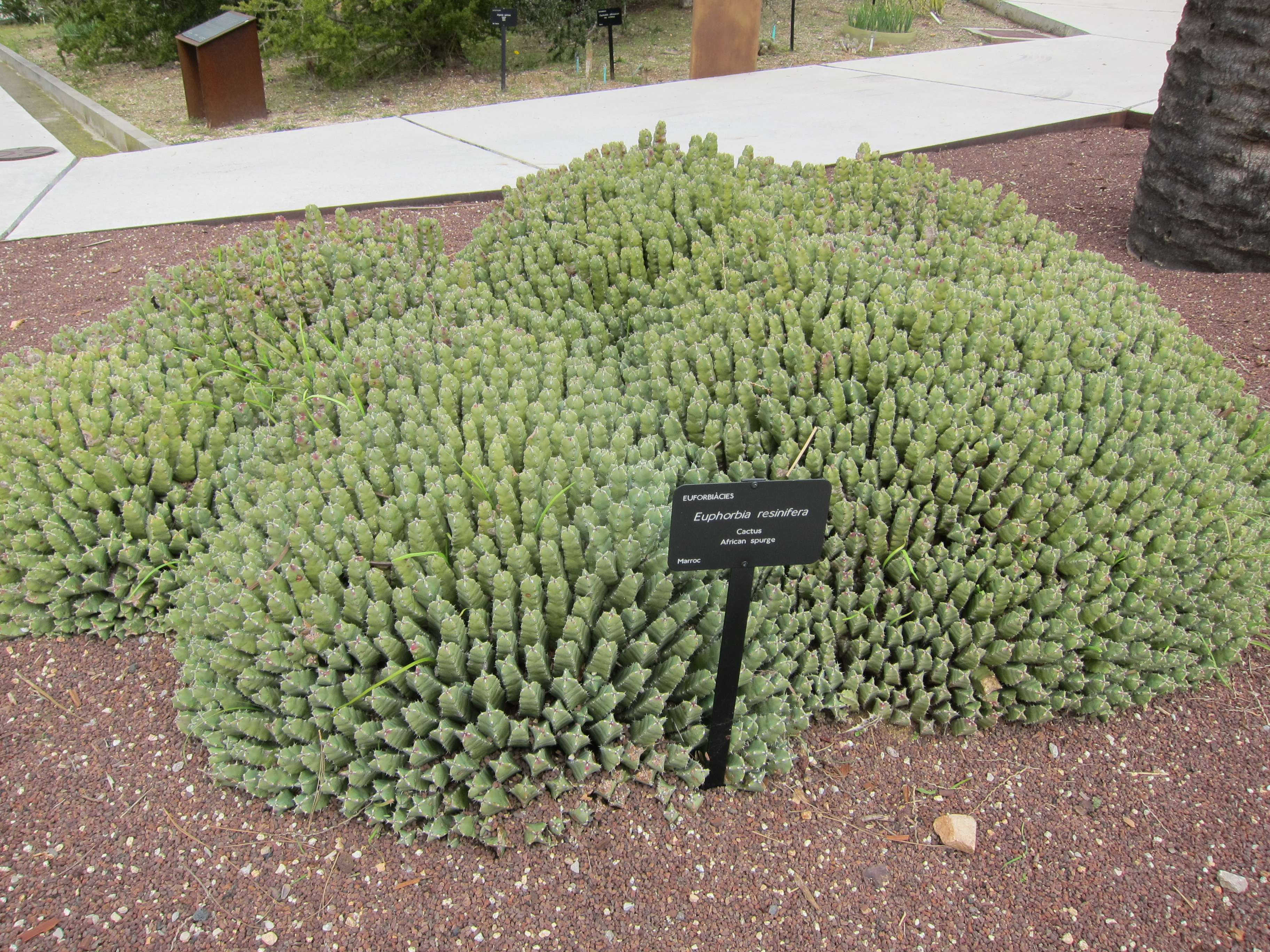
E. resiniferaの茂み

E. resiniferaは、高さ50センチメートルに成長する低木で、幅2メートルに達する多くの茎を持つクッション状の茂みを作る。茎は直立、多肉で、一見サボテンに似ており、四つの角がある。角には短いが鋭い6ミリメートルのとげがあり、茎におよそ1センチメートルの間隔で並んでいる。

## 分布
近縁種のタイショウキリン（Euphorbia echinus）と同様にモロッコ沿岸およびカナリア諸島に分布する。

## 化学成分
ハッカクキリン(E. resinifera)は全体に渡り、化学やけどを引き起こす有毒な化学物質である、レシニフェラトキシン（RTX）を高濃度に含んでいる。危険であるため、素手で触れたり、傷付けたりすることは避けるべきである。レシニフェラトキシンは新たな鎮痛薬開発の出発物質として用いられている。